# Tribunal de Gran Instancia (Francia)
En Francia, el Tribunal de grande instancia (TGI) es el la antigua jurisdicción del derecho común (por oposición a los tribunales especializados) en primera instancia, creada en 1958, que conocía de los litigios que no estaban específicamente asignados a otro tribunal. También tenía competencias especiales, cuyas algunas de ellas estuvieron exclusivas. Fue sustituido por el Tribunal Judicial (TJ) a partir del 1 de enero de 2020.
El 31 de diciembre de 2019, existía 173 tribunales de grande instancia (uno o más por departamento), de los cuales 164 en Francia metropolitana, dos en Córcega y siete en los departamentos de ultramar, desde la reforma del mapa judicial lanzada en 2007 por la ministra francesa de Justicia, Rachida Dati.
La Ley nº 2019-222, de 23 de marzo de 2019, de programación 2018-2022 y de reforma de la justicia, prevé la fusión, a partir del 1 de enero de 2020, de los tribunales de grande instancia y de los juzgados de instancia en una única jurisdicción: el Tribunal judicial.
En las comunidades de ultramar y en Nueva Caledonia, el Tribunal de grande instancia se llama Tribunal de primera instancia (TPI), cuyas competencias son idénticas a las del Tribunal de grande instancia y del Tribunal de instancia. Actualmente existen cuatro de estas jurisdicciones ( Mata-Utu, Numea, San Pedro y Miquelón y Papeete ).
En principio, el ministerio de abogados es obligatoria ante el Tribunal de grande instancia que se pronuncia en materia civil, es decir que un abogado es obligatorio para, por un lado, llevar el asunto al tribunal y, por otro lado, para asegurar su defensa. Este principio tiene varias excepciones, particularmente en materia de procedimientos sumarios o acciones relativas a la patria potestad ante el juez de familia, aunque se recomienda encarecidamente su intervención.
Los casos del Tribunal de grande instancia son juzgados, por regla general, por tres magistrados, uno de los cuales es el presidente y los otros dos son asesores. Sin embargo, sobre todo en los litigios menos importantes y, porque, dada la falta de personal, los casos pueden ser juzgados por un solo magistrado.
El tribunal de grande instancia cuenta con una sala especializada en asuntos penales, denominada Tribunal penal. Como en materia civil, el Tribunal penal está compuesto por tres magistrados pero, especialmente en los casos menos graves, puede estar presidido por un solo magistrado.

## Historia
El tribunal de grande instancia desciende del Tribunal de distrito creado por la Ley del 16 y 24 de agosto de 1790. De 1810 a 1958, este tribunal fue conocido con tres nombres: , .Sin embargo, este Tribunal civil también era juez de apelación frente a los jueces de paz y los Tribunales laborales .
Tras la reforma de 1958, la organización de los Tribunales de grande instancia fue modificada en 1983 y 1994.
Desde 1958, los Tribunales de grande instance habían conservado la jurisdicción de apelación: el de examinar en apelación las decisiones del juez de tutela y las deliberaciones del consejo de familia. Esta competencia fue transferida a su vez a los tribunales de apelación en 2009.

## Organización

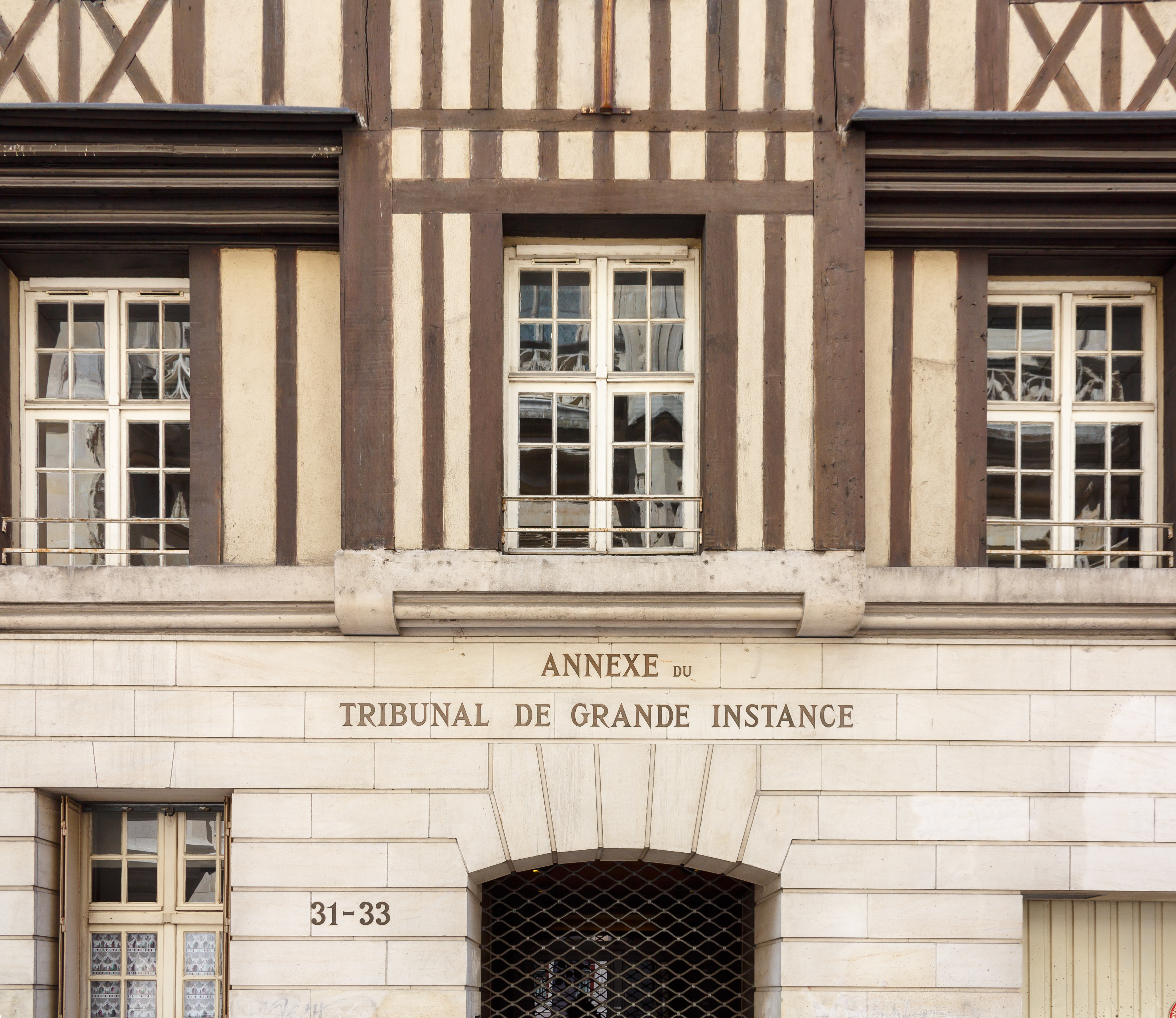
Juzgado de Primera Instancia de Rouen en el Parlamento de Normandía.

En 2015, había 174 Tribunales de grande instance, siete de ellos en Francia ultramar, tras la reforma del mapa judicial iniciada por Rachida Dati.
La lista que establece su sede y su jurisdicción se adopta mediante decreto que modifica el código de organización judicial al que está anexo. Algunas tienen una jurisdicción que corresponde al departamento en cuya capital se ubican: Agen, Ajaccio, Auch, Angoulême, Amiens, Aurillac, Bastia, Belfort, Blois, Bobigny, Bourges, Bourg-en-Bresse, Cahors, Cayenne  Charleville-Mézières, Chartres, Châteauroux, Chaumont, Clermont -Ferrand, Créteil, Dignes-les-Bains, Dijon, Épinal, Évreux, Évry, Foix, Fort-de-France, Gap, Guéret, Laval, Limoges, Lons-le-Saunier  Le Mans, Le Puy-en-Velay, Mamoudzou, Mende, Montauban, Nanterre, Nevers, Niort, París, Perpiñán, Poitiers, Pontoise, Privas, Rodez  Tarbes, Tours, Troyes, Valence, Versalles, Vesoul.
Dos tribunales de grande instance tienen competencia a caballo en dos partes de diferentes departamentos: el de Colmar cuya competencia incluye parte del Bajo Rin y Alto Rin, y el de Saint-Malo que se extiende en parte sobre Ille-et-Vilaine y Côtes d'Armor. Algunos departamentos tienen su territorio dividido en varias jurisdicciones de tribunales, como por ejemplo el Norte que incluye los de Avesnes-sur-Helpe, Cambrai, Douai, Dunkerque, Lille, Valenciennes o Meurthe-et-Moselle donde, por razones históricas, se encuentran ubicados los TGI de Nancy y Briey.
La cámara civil del Tribunal de grande instance se reúne en formación colegiada (tres jueces, incluido un presidente), o como juez único, en audiencia pública (la más común) o en cámaras del consejo (audiencia no pública). La cámara de lo penal también falla en formación colegiada o unijuez, en audiencia pública o en una audiencia que luego se denomina “in camera”, es decir, cerrada al público. El tribunal de policía actúa como juez único.

### Composición
Cada juzgado de primera instancia incluye magistrados profesionales, divididos en dos entidades:
- la sede, o magistrados de asiento, que son los jueces que integran el Tribunal de grande instance, a saber, un presidente, vicepresidentes primeros, vicepresidentes y jueces ordinarios,
- y el ministerio público, o magistrados permanentes, cuya función es representar a la sociedad, llevando el caso a los tribunales o interviniendo en los juicios. Estos magistrados no tienen función jurisdiccional, es decir que su función no es juzgar los casos encomendados al tribunal, a diferencia de los magistrados de sede.

Cada tribunal incluye al menos:
- un presidente,
- dos jueces,
- un fiscal.

Dependiendo de su tamaño, un tribunal superior puede incluir varias “salas”, que a su vez se pueden dividir en secciones. Existe al menos una cámara civil y una cámara penal, denominada tribunal penal.
Los secretarios, bajo la dirección de un director del servicio de registro, redactan los documentos judiciales y garantizan su autenticidad. No son secretarios de tribunales en el sentido de que no están jerárquicamente subordinados a los magistrados, ni calificados por ellos a diferencia del director del registro que sí lo está.
Finalmente, el personal auxiliar ayuda a los magistrados y secretarios: asistentes judiciales, que ayudan a los magistrados a realizar investigaciones y redactar proyectos de decisiones o requisiciones, educadores, trabajadores sociales y fuerzas policiales encargadas de mantener el orden en la audiencia y escolta de los detenidos.

### Presidente
El presidente del Tribunal de grande instance tiene competencias administrativas (organización del tribunal), pero también competencias jurisdiccionales específicas.
Por ejemplo, puede emitir órdenes provisionales cuando sea necesario adoptar rápidamente una medida provisional. La sentencia sumaria se impondrá en todos los casos en que se aprecie una emergencia manifiesta o cuando uno de los litigantes sufra un disturbio manifiestamente ilícito. Por último, el procedimiento sumario es necesario cuando no existe un conflicto grave. La orden provisional ilustraría muy bien el poder absoluto del juez. Sin embargo, el sumario nunca se pronuncia sobre el fondo de la ley. Esta es una medida provisional para evitar daños. Por tanto, la sentencia sumaria deberá ser dictada ante el alto tribunal.
El presidente del Tribunal de grande instance también es competente para dictar órdenes previa solicitud, lo que aquí supone la ausencia de debate contradictorio. Por ejemplo, en caso de rectificación de un acto del Estado civil, no parece necesario oír al funcionario del estado civil que haya podido cometer el error.
Además, se estableció un juez de ejecución único, que generalmente es el presidente del Tribunal de grande instance. En carga de reconocer los problemas relativos a la ejecución de una sentencia, así como, desde el 1 de enero de 2007, litigio de embargo de bienes.

### Jueces
Junto a las cámaras, hay jueces especializados en una determinada materia:
- juez de familia, fue nombrado ante el 1 de febrero de 1994, juez matrimonial;
- juez de expropiación, elegido por los magistrados del tribunal superior;
- juez de ejecución;
- juez de instrucción;
- juez de niños;
- juez de instrucción;
- juez de libertades y detención, creado en el año 2000 y existente desde el 1 de enero de 2001;
- juez delegado para las víctimas (JUDEVI), creado en 2008 por decreto del 13 de noviembre de 2007;
- juez de ejecución de pena.

## Habilidades

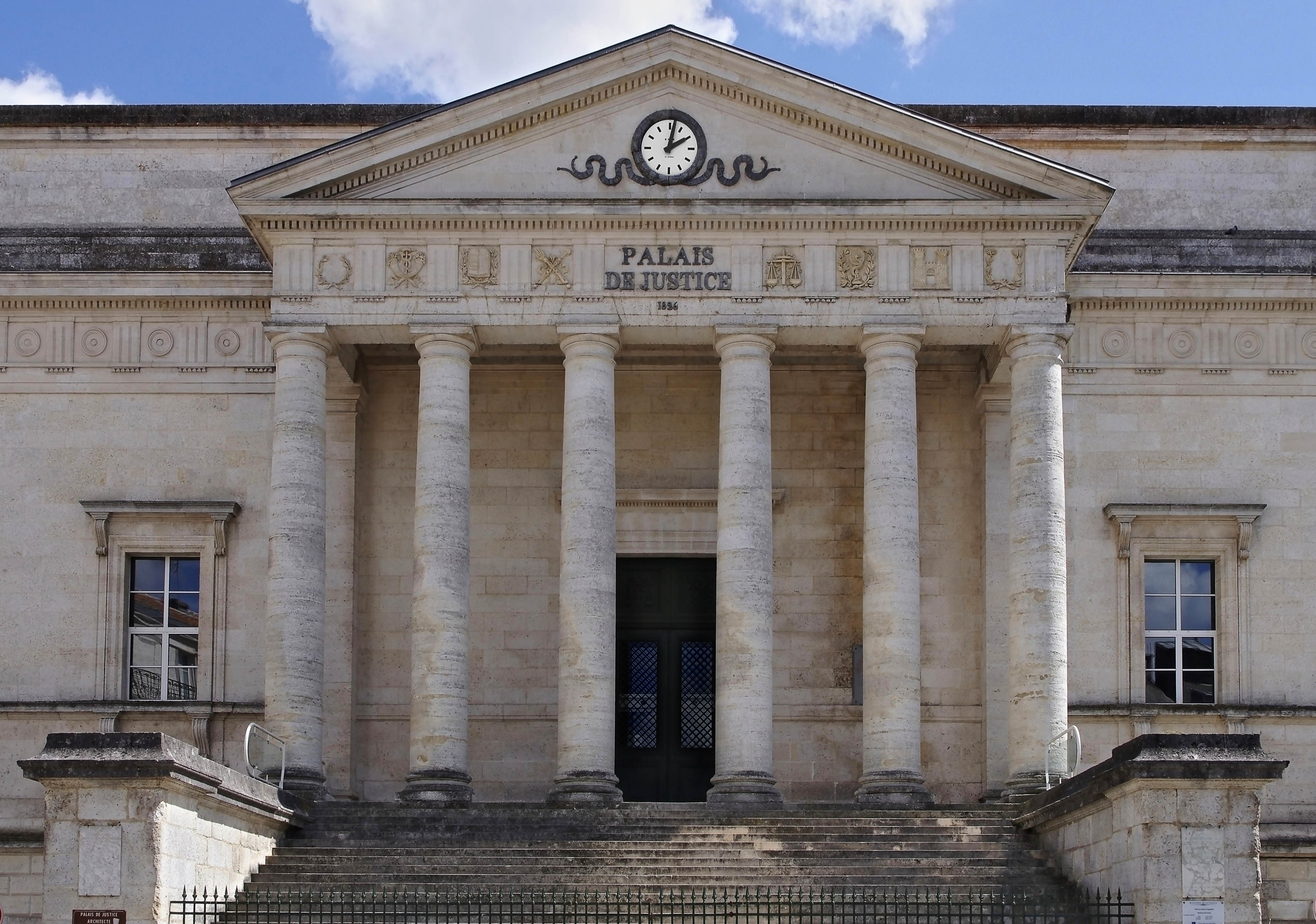
Palacio de Justicia de Angulema.

### Habilidades generales
Jurisdicción del derecho común en materia civil, por lo que el Juzgado de Primera Instancia tiene competencia para conocer de todos los litigios que no estén directamente asignados a una jurisdicción.
En el ámbito civil, la naturaleza del litigio determina la competencia del Juzgado de Primera Instancia en materia de acciones personales muebles e inmobiliarias. Es competente para los casos cuyo valor sea estrictamente superior a 10 000 euros, así como para los casos que no puedan representar ningún valor. Si el valor es inferior o igual a 10 000 euros, será competente el tribunal de instancia .

### Habilidades especiales en materia civil
Se le concede jurisdicción exclusiva para determinados litigios (condición de las personas, incluida la nacionalidad, propiedad de bienes inmuebles).
- Estatuto de las personas y derecho de familia;
- Derecho inmobiliario;
- Propiedad literaria y artística, y propiedad industrial;
- ciertos tipos de responsabilidad;
- Procedimientos colectivos (liquidación o recuperación judicial);
- Sociedades civiles y GIE;
- Arrendamientos comerciales;
- Inscripciones, contribuciones directas;
- Seguro para trabajadores no agrícolas;
- Contestación relativa a la prueba literaria y la reconstrucción de actos destruidos;
- Sanciones disciplinarias contra un funcionario público y ministerial;
- Exequatur;

### Habilidades penales
En el ámbito penal, el Tribunal de grande instancia incluye una o más cámaras correccionales. Cada una de ellas constituye el tribunal penal, en el sentido del código de procedimiento penal.

### Habilidad comercial filial
El Tribunal de grande instancia tiene competencia subsidiaria en asuntos comerciales, cuando no existe un tribunal mercantil o cuando este último no puede quedarse en la sede.
En Alsacia y Mosela, en aplicación del derecho local, el Tribunal de grande instancia incluye una cámara de comercio con composición de concejales.